# レアル・ウニオン
レアル・ウニオン・クルブ・デ・イルン, S.A.D. (Real Unión Club de Irún, S.A.D.) は、スペイン・バスク州ギプスコア県イルンに本拠地を置くサッカークラブ。1915年に設立され、2023-24シーズンはプリメーラ・フェデラシオンに所属する。ラ・リーガの創設クラブのうちの一つである。

## 歴史
レアル・ウニオンはスペインサッカー初期に創設されたクラブであり、バスク地方に籍を置くアスレティック・ビルバオやレアル・ソシエダ、アレナス・クルブ・デ・ゲチョと同じくラ・リーガ創設クラブのうちの一つである。
1915年、レアル・ウニオンは、イルンSC (Irún Sporting Club)とRCイルン (Racing Club de Irún)の合併によって設立された。後者のRCイルンは1902年にイルンFC (Irún Foot-Ball Club)として設立され、1907年にRCイルンへ改名された。また、RCイルンは1908年にコパ・デル・レイでアスレティック・ビルバオを1-0で破っている。

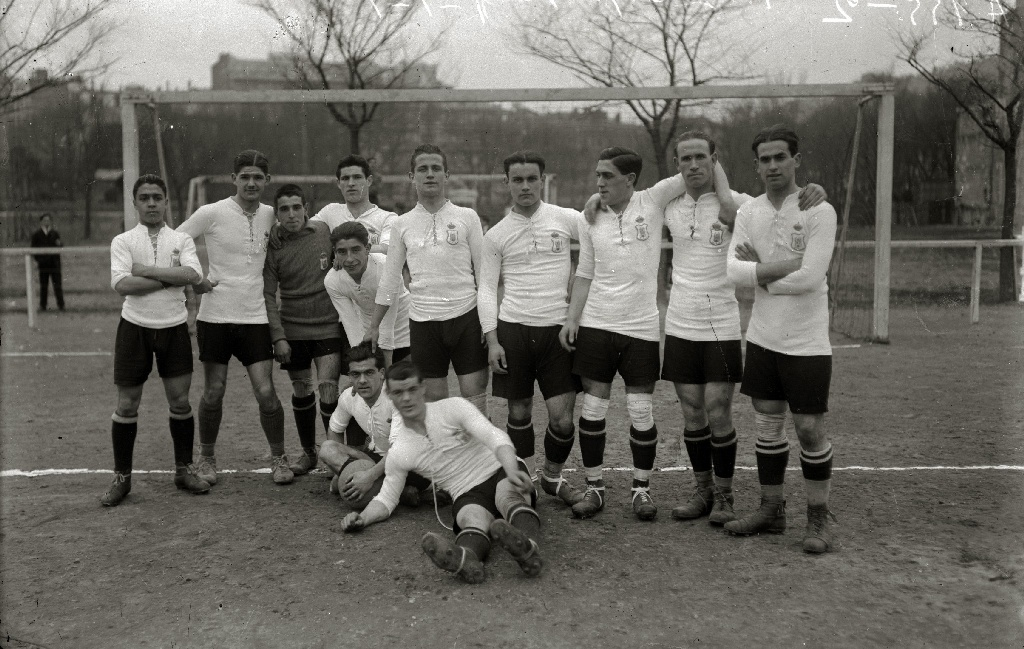
1916年のレアル・ウニオン

創設後数年はウニオン・クルブ・イルン (Unión Club Irún)を名乗っていたが、当時のスペイン国王であるアルフォンソ13世によってレアルの名前を冠され、現在のクラブ名になった。また、スペイン第二共和政時代はレアルの名前を付けなかった。この時代、レアル・ウニオンはコパ・デル・レイを3度制している。1918年にはレアル・マドリードを、1927年にはアレナス・クルブ・デ・ゲチョを破り、優勝している。1922年にも決勝に進むが、FCバルセロナに5-1で大敗し、4度目の優勝を逃した。それから10年後の1932年にセグンダ・ディビシオンへ降格した。
1920年、スペインがオリンピックに初めて参加した際、このクラブから3人の選手 (エギアサバル、バスケス、アラボラサ)がスペイン代表に選出された。その後も数人の選手を同代表に送り出しており、1970年代や80年代にはハビエル・イルレタやロベルト・ロペス・ウファルテがこのクラブでプロキャリアをスタートさせ、のちにスペイン代表デビューを果たした。
2008年11月11日、コパ・デル・レイでレアル・マドリードと対戦し、ファーストレグは3-4で敗戦するも、セカンドレグでは3-2で勝利。2戦合計6-6で引き分けるも、アウェイゴールによってレアル・マドリードを敗退に追い込んだ。これにより、レアル・ウニオンはセグンダBに所属していたクラブとしては初めてレアル・マドリードを破ったクラブとなった。
その2008-09シーズン、CEサバデルとADアルコルコンを昇格プレーオフで退け、44年ぶりにセグンダ・ディビシオンへ昇格した。しかし、セグンダを21位終え、わずか1シーズンで再びセグンダB降格になってしまった。

## タイトル

### 国内タイトル
- コパ・デル・レイ : 4回
  - 1913, 1918, 1924, 1927

- コパ・フェデラシオン : 1回
  - 2014-15

- セグンダ・ディビシオンB : 2回
  - 2002-03, 2008-09

- テルセーラ・ディビシオン : 4回
  - 1957-58, 1963-64, 1991-92, 1992-93

- ビスカヤ選手権 : 1回
  - 1917-18

- ギプスコア選手権 : 8回
  - 1919-20, 1920-21, 1921-22, 1923-24, 1925-26, 1927-28, 1929-30, 1930-31

- バスクトーナメント : 2回
  - 1998-99, 2014-15

### 国際タイトル
- なし

## 過去の成績
| シーズン | 部 | ディビジョン | 順位 | コパ・デル・レイ |
| -------- | -- | ------------ | ---- | ---------------- |
| 2000-01  | 3  | セグンダB    | 9位  |                  |
| 2001-02  | 3  | セグンダB    | 6位  |                  |
| 2002-03  | 3  | セグンダB    | 1位  | ベスト16         |
| 2003–04  | 3  | セグンダB    | 12位 | 2回戦敗退        |
| 2004–05  | 3  | セグンダB    | 2位  |                  |
| 2005–06  | 3  | セグンダB    | 5位  | 3回戦敗退        |
| 2006–07  | 3  | セグンダB    | 4位  | 2回戦敗退        |
| 2007–08  | 3  | セグンダB    | 5位  | ベスト32         |
| 2008–09  | 3  | セグンダB    | 1位  | ベスト16         |
| 2009–10  | 2  | セグンダ     | 21位 |                  |
| 2010–11  | 3  | セグンダB    | 4位  | ベスト32         |
| 2011–12  | 3  | セグンダB    | 14位 | 1回戦敗退        |
| 2012–13  | 3  | セグンダB    | 8位  |                  |
| 2013–14  | 3  | セグンダB    | 15位 |                  |
| 2014–15  | 3  | セグンダB    | 4位  |                  |
| 2015–16  | 3  | セグンダB    | 5位  | 1回戦敗退        |
| 2016–17  | 3  | セグンダB    | 7位  | 1回戦敗退        |
| 2017–18  | 3  | セグンダB    | 13位 | 1回戦敗退        |
| 2018–19  | 3  | セグンダB    | 16位 |                  |
| 2019–20  | 3  | セグンダB    | 17位 |                  |

| シーズン | 部 | ディビジョン   | 順位    | コパ・デル・レイ |
| -------- | -- | -------------- | ------- | ---------------- |
| 2020-21  | 3  | セグンダB      | 5位/1位 |                  |
| 2021-22  | 3  | プリメーラRFEF | 8位     |                  |
| 2022-23  | 3  | 連盟1部        | 13位    | 2回戦敗退        |
| 2023-24  | 3  | 連盟1部        |         |                  |

- 4シーズン - プリメーラ・ディビシオン（1部）
- 10シーズン - セグンダ・ディビシオン（2部）
- 3シーズン - プリメーラ・フェデラシオン（3部）
- 27シーズン - セグンダ・ディビシオンB（3部）
- 40シーズン - テルセーラ・ディビシオン（4部）
- 7シーズン - 地域リーグ

## 歴代監督
- スティーヴ・ブルーマー 1923-1925
- ゴンサロ・アルコナーダ 1991-1998
- アルバロ・セルベラ 2010-2011

## 歴代所属選手

### DF
- ユーリ・ベルチチェ 2010-2012
- ハビエル・ガリード 2018-

### MF
- レネ・ペティト 1920-1932
- ミケル・アロンソ 2014-2018

### FW
- ルイス・レゲイロ 1924-1931
- ハビエル・イルレタ 1965-1967